# Carlo Antonio Porporati
Carlo Antonio Porporati (1741-1816) est un artiste peintre et graveur italien.

## Biographie
Né à Volvera le 18 novembre 1741, Carlo Antonio Porporati arrive à Paris très jeune, et devient l'élève des graveurs Juste Chevillet (1729-1802), puis de Jean-Georges Wille qui le recommande en 1768 à Jacques Firmin Beauvarlet. 
Il grave des sujets religieux et des portraits au burin et convoque la manière noire, ainsi que la technique du pointillé.
Le 8 mai 1773, il est admis à l'Académie, gravant pour pièce de réception une Suzanne au bain, d'après Jean-Baptiste Santerre. La même année, il est reçu à l'académie de Turin. En 1797, il est nommé conservateur de la galerie des beaux-arts de cette ville après avoir été graveur et garde des dessins du roi de Sardaigne.
Il expose encore au Salon en 1787, Vénus qui caresse l’Amour d’après Pompeo Batoni.
En 1793, le roi de Sardaigne, Victor-Amédée III, lui demande de fonder une école de gravure à Naples, où il réside quatre ans, en tant que professeur.
Il meurt à Turin le 16 juin 1816.
Une rue porte son nom à Florence et à Rome. En juin 2016, la commune de Volvera célèbre le bicentenaire de sa mort par une rétrospective.

## Œuvres
- Suzanne au bain ; d'après Santerre.
- Tancrède et Clorinde ; d'après Carle van Loo.
- Le Coucher ; d'après Carle van Loo.

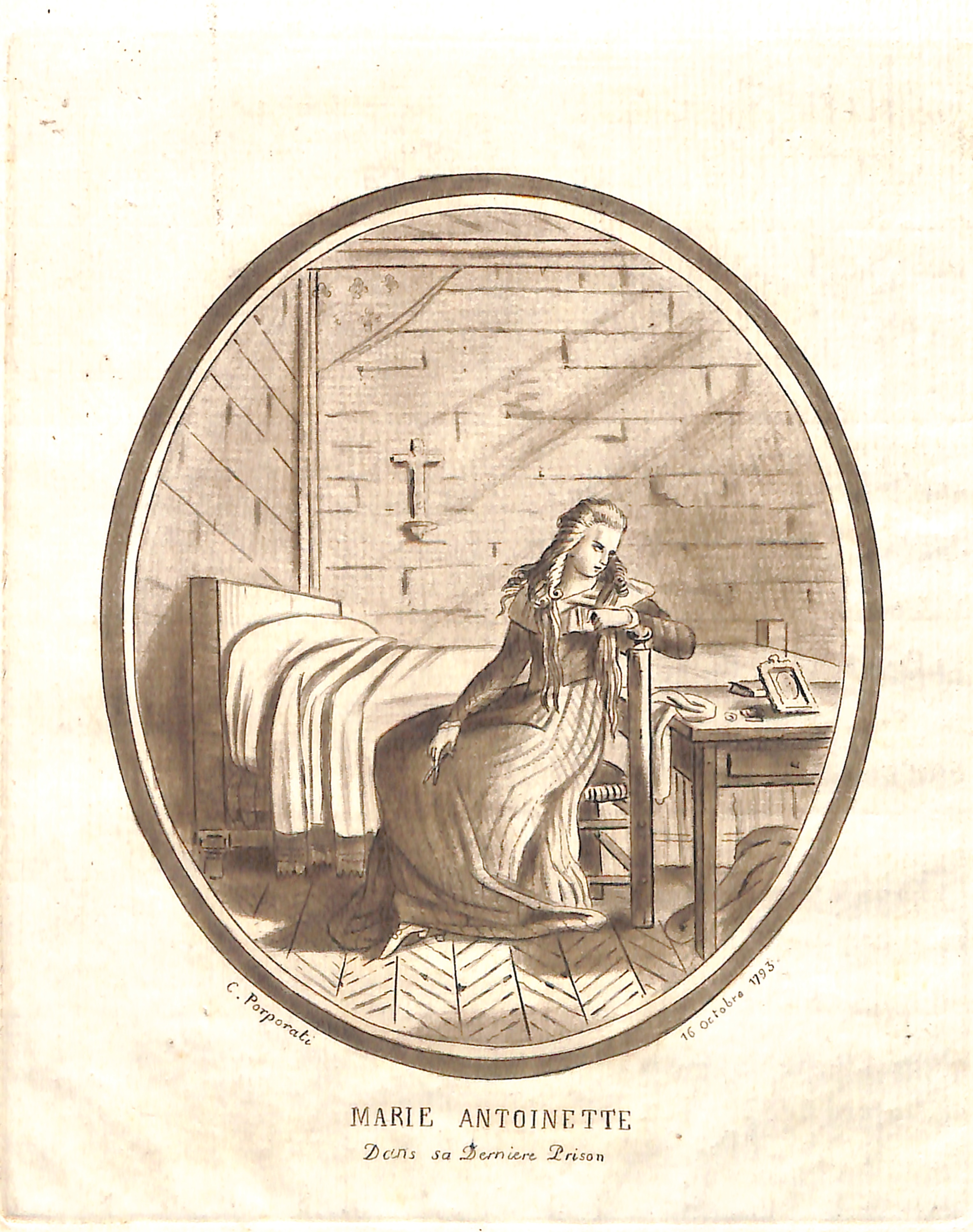
Marie-Antoinette dans sa dernière prison - 16 octobre 1793 (gravure originale).

- Erminia se réfugie chez des bergers ; d'après Carle van Loo.
- Cupidon méditant ; d'après Angelica Kauffman.
- La Mort d'Abel ; d'après Adriaen van der Werff.
- Vénus caressant Cupidon ; d'après Pompeo Batoni.
- Jupiter et Léda ; d'après Le Corrège.
- La Vierge au lapin ; d'après Le Corrège.
- Léda et le cygne ; d'après Le Corrège.
- Léda au bain ; d'après Le Corrège.
- La Zingarella ; d'après Le Corrège.
- La Jeune Fille au chien ; d'après Greuze.
- Portrait de Charles-Emmanuel III ; d'après Vittorio Blanseri (en).
- Portrait de l'impératrice Marie-Louise.
- Abraham renvoyant Hagar ; d'après Philip van Dijk
- Pâris et Œnone ; d'après Adriaen van der Werff (manière noire, musée de Turin).
- La Prêtresse compatissante ; d'après Esprit Antoine Gibelin (manière noire).
- Marie-Antoinette dans sa dernière prison - 16 octobre 1793.
- Vittorio Amedeo III Re di Sardegna ;  d'après P. Molinari.
- Portrait de la reine Marie-Antoinette ; d'après Vigée Le Brun (pointillé, 1796, ancienne collection De Vinck).